# Puente Grande
Puente Grande es una localidad situada dentro del municipio de Tonalá, en la región Centro, ubicada en el estado mexicano de Jalisco. Es una de las cincuenta y siete localidades urbanas que hay en la zona metropolitana de Guadalajara.

## Historia
El origen de la localidad se debe gracias a la construcción del puente San Antonio de Terán en el año 1718, la edificación del puente fue en la parte más baja del río Santiago, por éste cruzaba el camino hacia Guadalajara. A lo largo del tiempo Puente Grande ha recibido varios nombres: Congregación Puente de Tololotlán, Puente de Tololotlán, y Puente Grande, el nombre actual.

## Localización
Puente Grande se localiza al sureste del municipio de Tonalá, en las coordenadas 20°34′09″N 103°09′15″O / 20.56917, -103.15417, a una altura media de 1475 metros sobre el nivel del mar.

## Demografía
De acuerdo con el Censo de Población y Vivienda realizado por el Instituto Nacional de Estadística y Geografía (INEGI) en 2020, en Puente Grande hay un total de 6 050 habitantes, 3 041 mujeres y 3 009 hombres.

### Viviendas
En 2020 en Puente Grande había un total de 2 233 viviendas particulares, de éstas, 1 683 estaban habitadas, 550 estaban inhabitadas, 1 678 disponían de energía eléctrica, 1 667 disponían de baño, y 1 674 viviendas particulares habitadas disponían de drenaje.
Además de la población y las comunidades que habitan esta zona, se encuentra edificado un Centro Peninteciario de Reinserción Social, conocido por la gente como el "Penal de puente Grande" o "La penal", donde se albergan reclusos sentenciados y reclusos que se encuentran en prisión preventiva.

### Evolución demográfica
| Gráfica de evolución de Puente Grande entre 1900 y 2020 |
|                                                         |
| Fuente: Instituto Nacional de Estadística y Geografía   |